# Маккинни, Мэри
Мэри Элизабет "Мэми" Маккинни (урождённая Уоллес; 30 мая 1873 — 2 февраля 1987) — была ненадолго признана книгой рекордов Гиннесса как старейший живущий человек в мире, после смерти 115-летней Августы Хольц в октябре 1986 года. Однако её собственная смерть через три месяца в Сакраменто, Калифорния, означала, что она никогда не появится в Книге рекордов. Ей было 113 лет, 248 дней на момент смерти.

## См.также
- Долгожитель
- Список старейших женщин
- Список старейших людей в мире